# Stadion Hongkou
Stadion Hongkou (kin. 虹口足球场; pinyin: Hóngkǒu Zúqiúchǎng) je nogometni stadion koji se nalazi u kineskom gradu Šangaju te je dom klubu Shanghai Shenhua. Nalazi se u gradskom okrugu Hongkou po kojem je dobio ime a njegov kapacitet iznosi 33.060 mjesta.
2007. godine na stadionu su se igrale utakmice Svjetskog nogometnog prvenstva za žene kojem je Kina bila domaćin.

## Vanjske poveznice
- FC Shenhua Shanghai - Hongkou Stadium  Arhivirana inačica izvorne stranice od 1. rujna 2015. (Wayback Machine)